# П'єр Міньяр
 П'єр Міньяр, Міньяр римський (фр. Pierre Mignard; 7 листопада, 1612, Труа — 30 травня, 1695, Париж) — французький художник XVII століття.

## Життєпис
П'єр Міньяр народився у місті Труа. Художню освіту почав здобувати у місті Бурже в майстерні Жана Буше. Потім працював у майстерні скульптора Франсуа Жанті.

## Художня освіта
Справжня зустріч із мистецтвом високого гатунку сталася тоді, коли він прибув у Фонтенбло, де вивчав твори майстрів школи Фонтенбло — Россо Фйорентіно, Франческо Приматіччо, Нікколо дель Аббате, Антуан Карон та інші. Адже палацове Фонтенбло за інерцією ще було французькою столицею мистецтв.
Першим меценатом Міньяра став маршал Вітрі, котрий сприяв влаштуванню молодого митця у майстерню  Симона Вуе. В майстерні Вуе Міньяр зустрівся із художником Шарлем Лебреном. Згодом вони стануть художніми суперниками.

## Перебування у Італії
1635 року він відбув на стажування у Рим. Серед римських знайомих художника авторитетний Ніколя Пуссен, художник-француз, що прижився у Римі, вважав Італію своєю батьківщиною і не бажав повертатись до Франції. В Римі того часу авторитетними для художників вважали болонську школу. П'єр Міньяр сприйняв для себе настанови як римської, так і болонської школи.

## Праця у Парижі

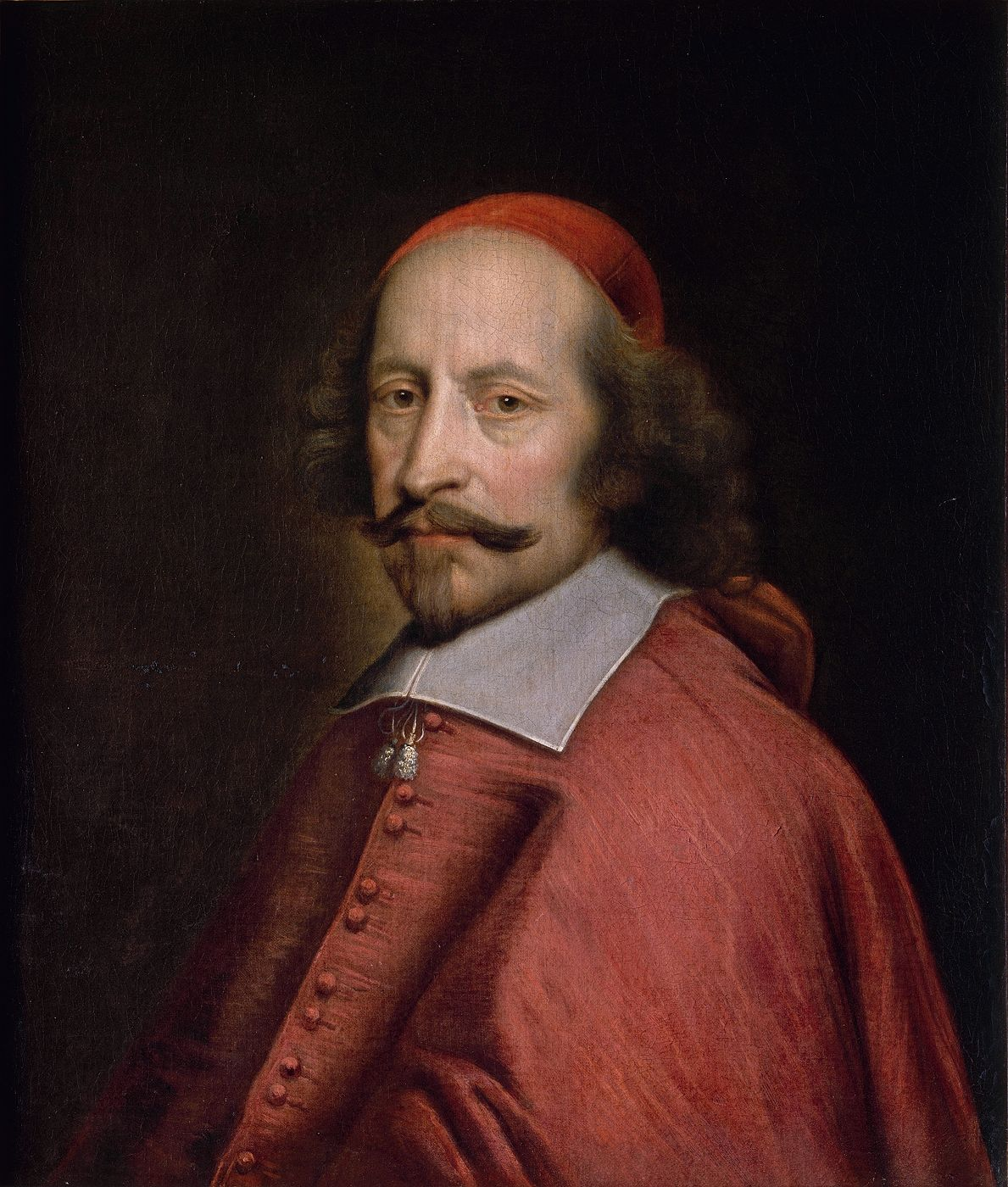
П'єр Міньяр. «Кардинал Мазаріні», бл. 1660 р., Музей Конде.

Міньяр затримався у Італії надовго. 1657 року його викликав у Париж молодий і амбітний король Людовик XIV.
В Парижі Міньяр отримав посаду керівника Академії св. Луки. Картини Міньяра набули нещирого пафосу, присмаку жеманності, демонстративної релігійності у біблійних композиціях. Більш точними були його парадні портрети, незважаючи на умовності і нещирість придворного мистецтва. Вони стануть характерними для офіційного і холодного академізму XVII століття, котре так плекало придворне коло аристократів, що скупчилося при дворі короля Людовика XIV. Тому він отримав замови на низку монументальних стінописів, серед котрих ескізи до фресок у соборі Інвалідів чи розписи у куполі паризької церкви Валь де Грас, котрі офіційно підтримував королівський двір як блискучій фасад королівства.
Доволі успішною була і адміністративна кар'єра художника, що став черговим чиновником від мистецтва при дворі короля Франції. 1687 року семидесятип'ятирічний митець отримав від короля дворянський стан. 1690 року по смерті художника Шарля Лебрена, посаду придворного художника короля отримав П'єр Міньяр.

## Родина і смерть
Ще в роки перебування у Римі П'єр Міньяр,зустрів синьйориту Анну Аволару і узяв із нею шлюб. П'єр Міньяр буде батьком чотирьох дітей.
Художник помер 30 травня 1695 року в Парижі.

## Вибрані твори (перелік)
- «Автопортрет»
- «Мадонна з виноградом»

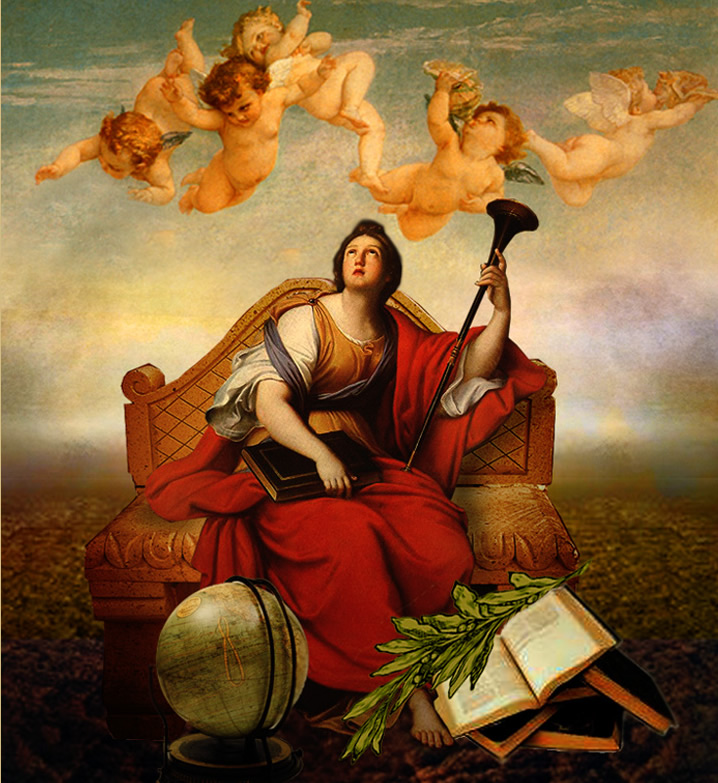
П'єр Міньяр. «Муза Кліо на троні», бл. 1689 р.

- «Се людина (Христос перед натовпом)»
- «Оплакування Христа», копія картини Аннібале Каррачі
- «Портрет Луїзи Рене де Керуаль, графині Портсмут»
- «Муза Кліо»
- «Шляхетна дівчинка з мильними бульбашами», 1674, палац Версаль
- «Іван Хреститель в пустелі»
- «Принцеса Генріета Анна Французька»
- «Мадмуазель де Рокелар»
- «Венера з Амуром у кузні бога Вулкана»
- «Свята Родина з Іваном Хрестителем у класичному пейзажі», приватна збірка
- «Кінний портрет короля Франції Людовика XIV», Музей, Реймс
- «Св. Цецилія» (католицька покровителька музики)
- «Віра» та «Надія»
- Фреска в куполі церкви Валь де Грас, Париж
- Ескізи стінописів для Собору Інвалідів, Париж
- «Бог Хронос відрізає пір'я крилам Кохання», 1694 р., Художній музей Денвера

## Галерея портретів роботи Міньяра

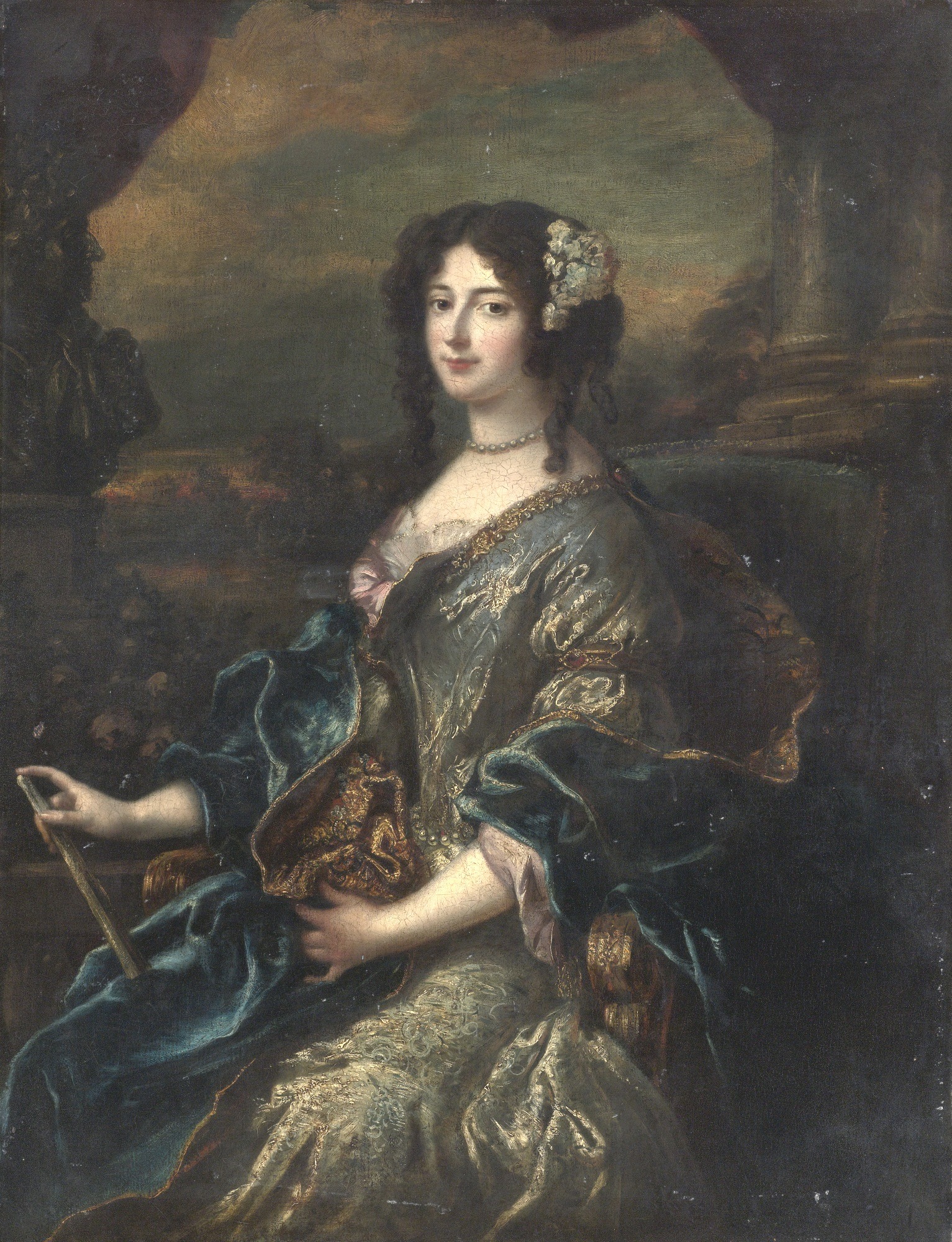
П'єр Міньяр. «Портрет шляхетної пані»

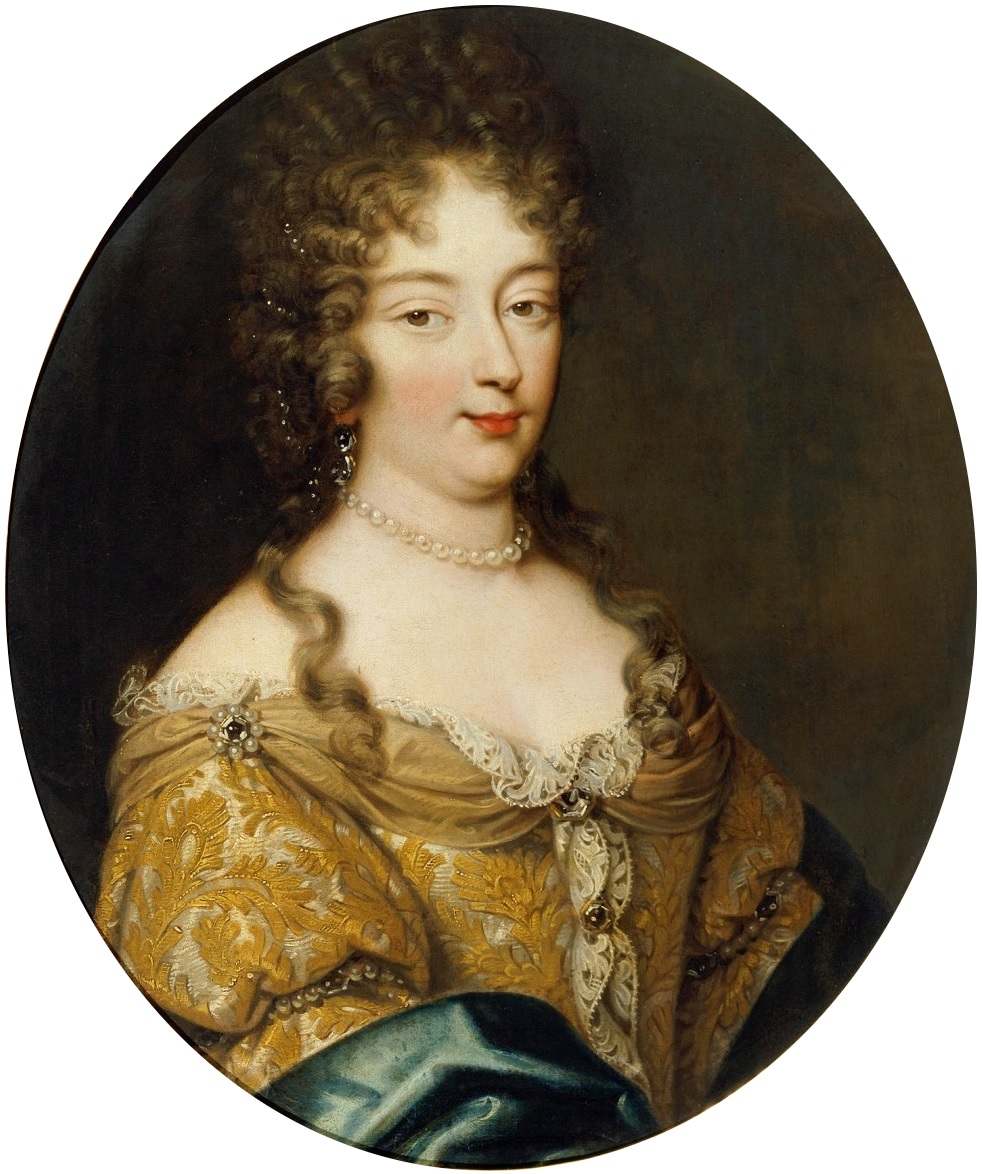
П'єр Міньяр. «Олімпія Манчіні»
П'єр Міньяр. «Портрет невідомої», Музей, Нарбонна
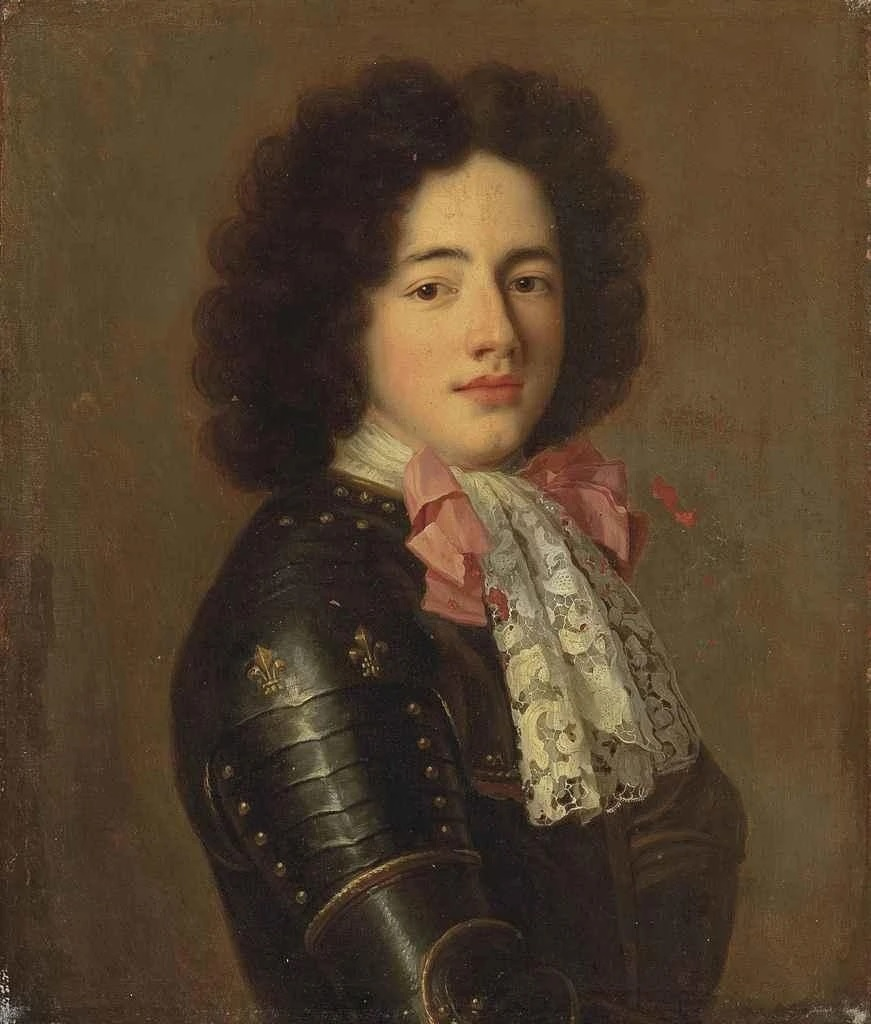
П'єр Міньяр. «Луї Вармондуа», бл 1680 р.
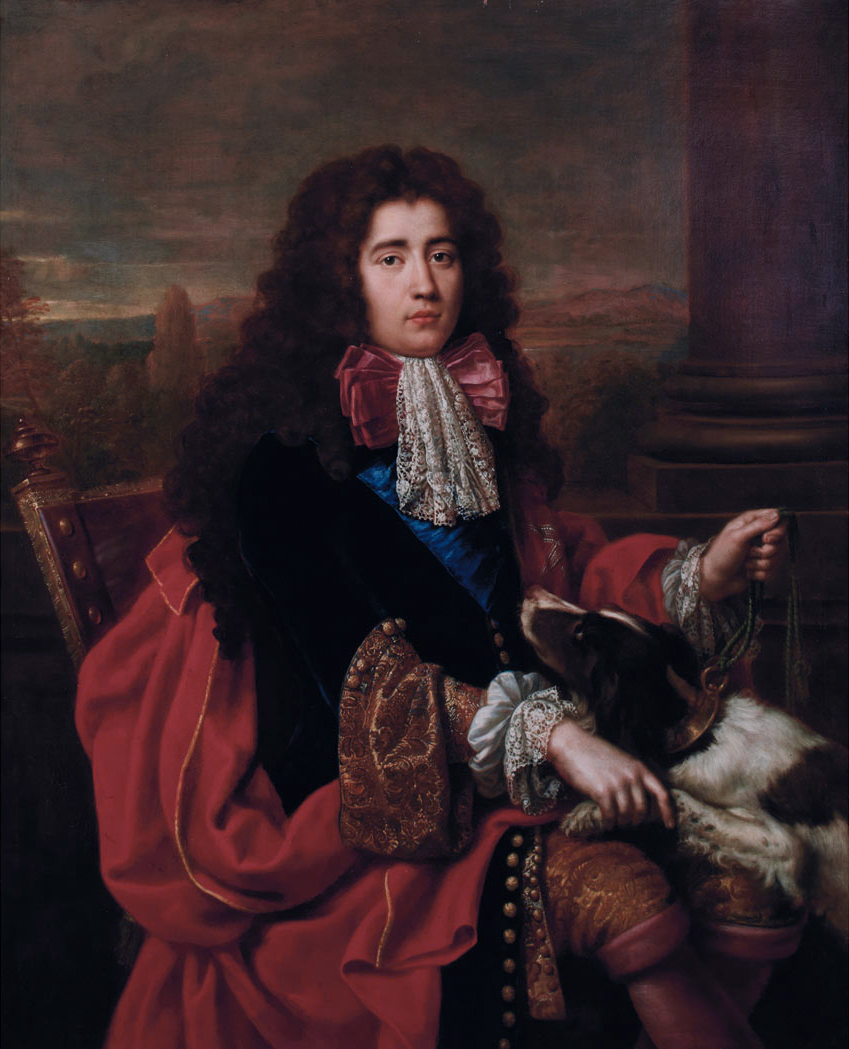
П'єр Міньяр.«Луї Франсуа Летьєр»

## Релігійні твори Міньяра

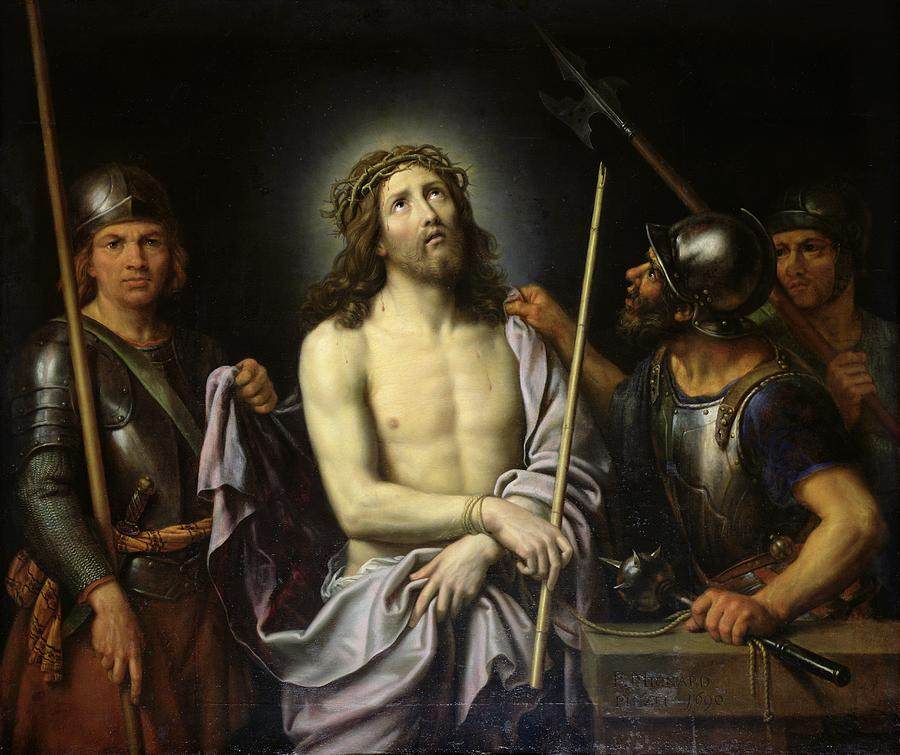
П'єр Міньяр. «Хистос перед натовпом», 1690 р., Музей, Руан
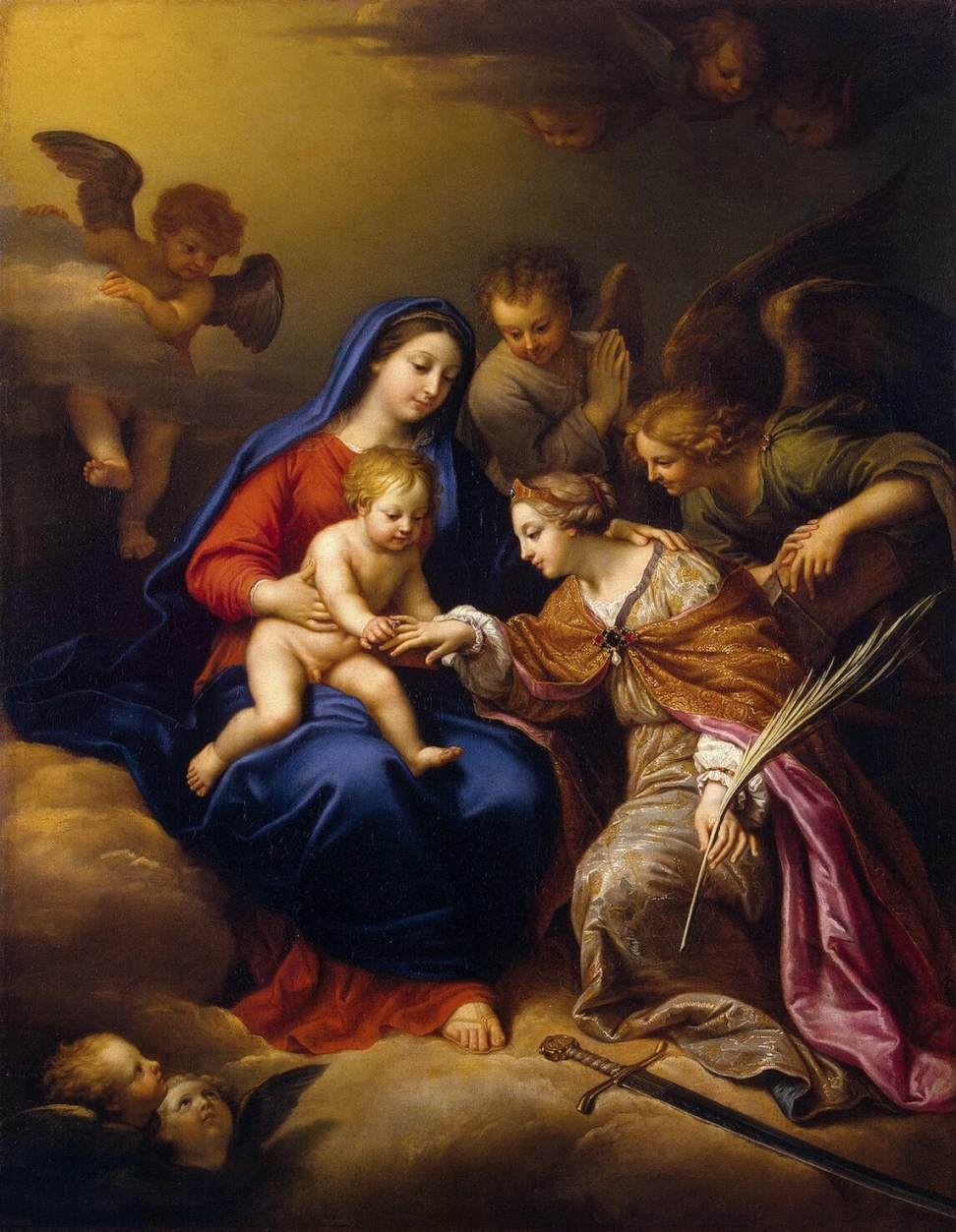
П'єр Міньяр. «Містичні заручини Катерини Александрійської з католицькою церквою», 1669 р.
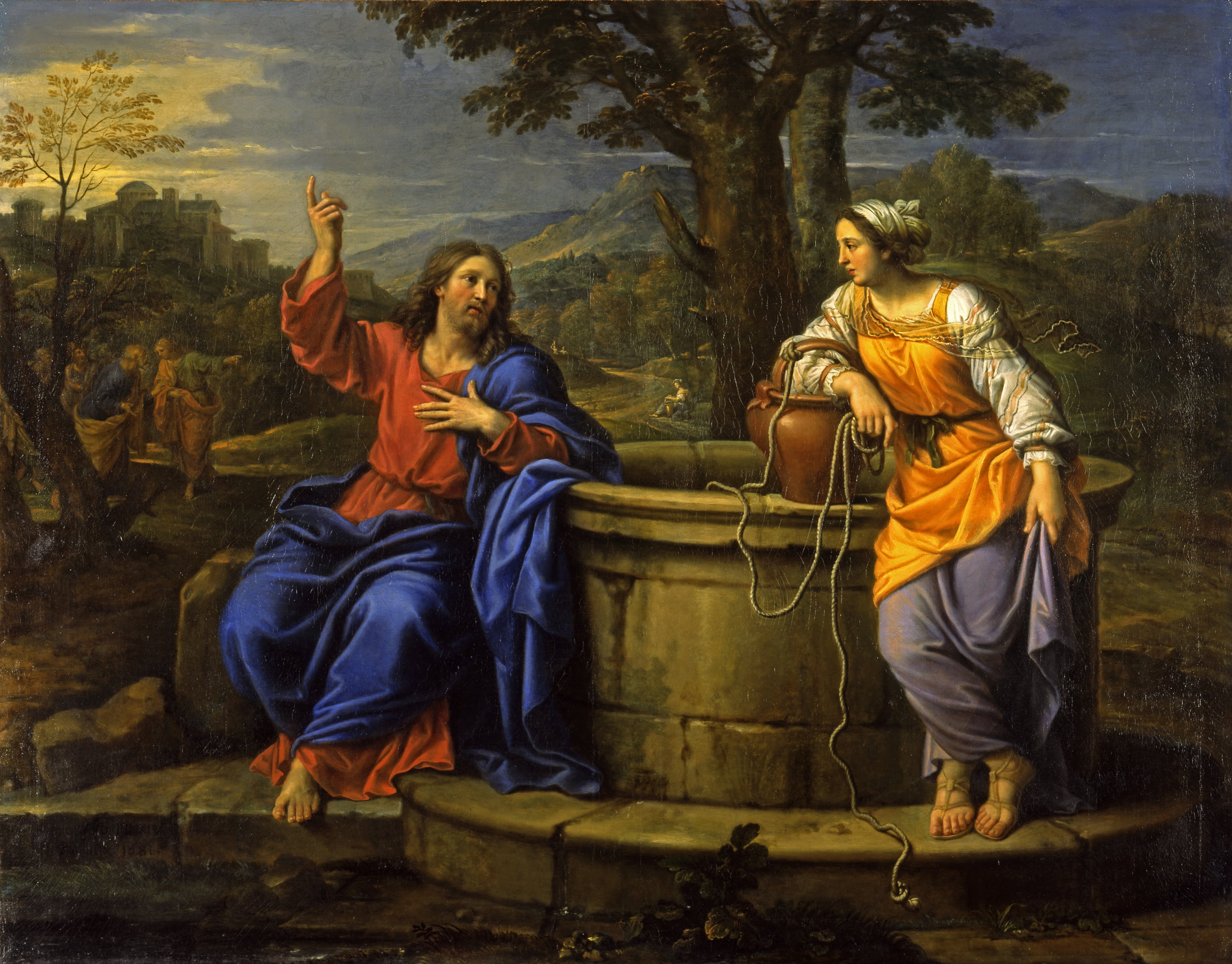
П'єр Міньяр. «Христос і самаритянка», 1681 р., Художній музей Північної Кароліни, США
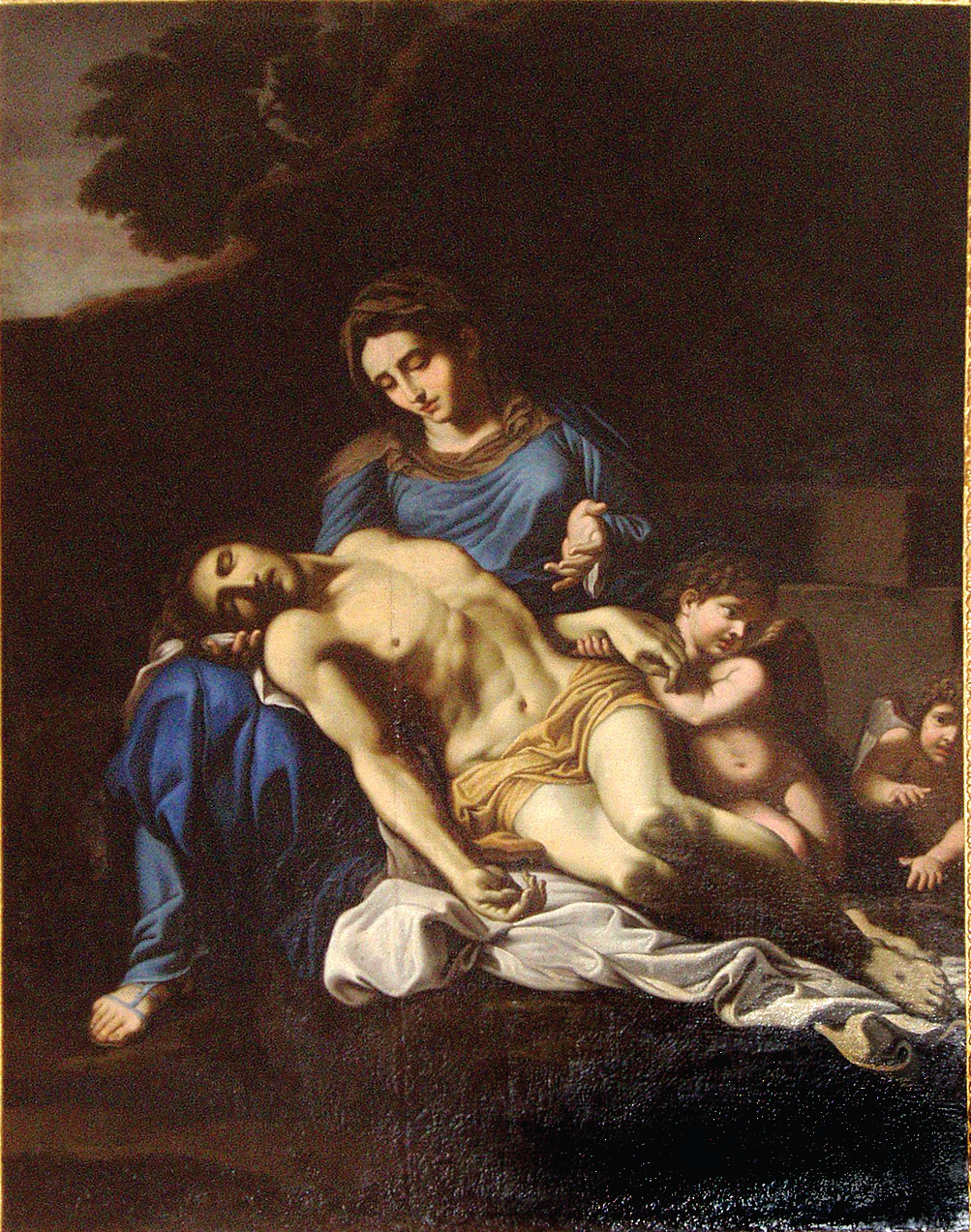
П'єр Міньяр. «Оплакування Христа», копія картини Аннібале Каррачі.